# Тонких, Вячеслав Константинович
Вячеслав Константинович Тонких (01.01.1941—31.01.2018) — советский и российский военачальник, генерал-лейтенант (1992). Начальник 4-го Государственного центрального полигона МО РФ (1991—1997).

## Биография
Родился 1 января 1941 года в Москве.
С 1957 по 1961 год обучался в Камышинском артиллерийско-техническом училище. С 1961 года направлен в Ракетные войска стратегического назначения СССР (с 1992 года — Ракетные войска стратегического назначения Российской Федерации), где служил на различных командно-инженерных должностях, в том числе: старший техник, начальник расчёта ракетной установки, начальник отделения и заместитель командира группы ракетного полка. С 1970 по 1974 год обучался на инженерном факультете Военной академии имени Ф. Э. Дзержинского.
С 1974 года — заместитель командира полка по боевому управлению, с 1976 по 1980 год — командир 129-го ракетного полка в составе 7-й гвардейской ракетной дивизии. С 1980 по 1982 год обучался на командном факультете Военной академии имени Ф. Э. Дзержинского. С 1982 по 1983 год — заместитель командира, и с 1983 по 1987 год — командир 29-й гвардейской ракетной дивизии, в составе частей дивизии входил подвижный грунтовый ракетный комплекс стратегического назначения с трёхступенчатой твердотопливной межконтинентальной баллистической ракетой «Тополь». В 1984 году закончил Академические курсы при Военной академии имени Ф. Э. Дзержинского.
С 1987 по 1991 год — первый заместитель командующего 50-й ракетной армии, в составе соединений армии имелись жидкостная, двухступенчатая межконтинентальная баллистическая ракета, входившая в состав стратегического ракетного комплекса шахтного базирования «ШПУ МР-УР-100» и пусковые установки межконтинентальной баллистической ракеты «Р-16». С 1991 по 1997 год — начальник 4-го Государственного центрального полигона МО РФ (полигон Капустин Яр). В. К. Тонуих внёс весомый вклад в сохранение 4-го ГЦМП как испытательной площадки для дальнейшего развития современной ракетной техники и вооружения. В 1992 году В. К. Тонких Указом Президента России было присвоено воинское звание генерал-лейтенант.
С 1997 года в запасе.
Скончался 31 января 2018 года в Москве.

## Награды
- Орден «За военные заслуги» (1996)
- Орден Красного Знамени (1978)
- Орден Красной Звезды (1980)[1][3]
- Почётный гражданин города Знаменска Астраханской области[9]